# Der Erlkönig
Der Erlkönig er et episk digt skrevet af Goethe efter skandinavisk forlæg. Det er sat i musik af Franz Schubert (hans opus 1) og C.E.F. Weyse.

## Henvisning
- Digtet som grundlag for grafisk arbejde Arkiveret 5. februar 2017 hos  Wayback Machine

| Sprog og litteratur | Spire Denne artikel om litteratur er en spire som bør udbygges. Du er velkommen til at hjælpe Wikipedia ved at udvide den. |